# Càncer d'esòfag
El càncer d'èsòfag té diversos subtipus bàsicament adenocarcinoma (aprox. 50-80% de tots els càncers d'esòfag) i càncer cel·lular esquamós. El càncer esquamós sorgeix de les cèl·lules de la part superior de l'esòfag. L'Adenocarcinoma sorgeix de les cèl·lules glandulars que estan presents en la unió de l'esòfag i l'estómac. Els tumors esofàgics normalment porten a la disfàgia (dificultat d'empassar), dolor i altres símptomes, i es diagnostiquen amb una biòpsia. Els tumors petits i localitzats es tracten amb cirurgia en un intent de guarir. Els tumors grossos acostumen a no ser operables i es tracten amb cures pal·liatives; el seu creixement pot ser retardat amb quimioteràpia, radioteràpia o una combinació d'ambdues. En alguns casos aquestes actuacions poden fer que els grans tumors ja siguin operables. La prognosi depèn de l'extensió de la malaltia i d'altres problemes mèdics, però és bastant pobra. A Catalunya, té una taxa de supervivència a cinc anys per a homes al voltant del 19% i per a dones al voltant del 30%. A Catalunya, les taxes de mortalitat (x 100.000 hab.; i en % sobre el total de càncers per sexe; estandarditzades segons sexe, 2018) són: 0,89 dones; 6,13 homes; 3,30 total; 0,79% en dones; 2,60% en homes.

L'esòfag de Barrett es considera un factor de risc per a tenir un adenocarcinoma esofageal.

Entre els nombrosos factors hi ha el tenir esòfag de Barrett, l'herència, l'edat major de 60 anys i l'associació de tabaquisme amb ingestió d begudes alcohòliques. A Girona, la incidència percentual sobre el total de càncers és del 1,2%.
L'edat és un factor de risc important. El 2012, tan sols el 0,25% de les defuncions per càncer d'esòfag als Estats Units es produïren en persones de menys de 35 anys, mentre que el 62,89% es produïren en individus de 65 anys o més.

## Classificació
Són típicament carcinomes que sorgeixen de l'epiteli, o línia de superfície de l'esòfag.